# Silutitan
Silutitan („titán od Hedvábné stezky“) byl rod sauropodního dinosaura z čeledi Euhelopodidae, žijícího v období rané křídy (geologický stupeň apt, asi před 120 miliony let) na území dnešní Číny (provincie Sin-ťiang, geologické souvrství Šeng-ťin-kchou).

## Objev
Objeveno bylo celkem šest fosilních krčních obratlů (exemplář IVPP V27874, objevený v roce 2008) které dokládají, že se jednalo o titanosauriformního sauropoda z čeledi Euhelopodidae, vývojově blízce příbuzného rodu Euhelopus. Druh Silutitan sinensis byl formálně popsán v roce 2021. Na stejné lokalitě byly objeveny také početné a velmi dobře zachované exempláře ptakoještěra druhu Hamipterus tianshanensis (včetně jeho fosilních vajec a embryí) a dále pak fosilie titanosaura druhu Hamititan xinjiangensis. Dalšími fosiliemi pak jsou zub neznámého druhu teropodního dinosaura a části kostry neznámého druhu sauropoda.